# マリリン・ファーガソン
マリリン・ファーガソン（Marilyn Ferguson, 1938年4月5日 - 2008年10月19日）は、アメリカ合衆国の社会心理学者、社会運動家、作家。

## 主な著作
- アクエリアン革命―80年代を変革する透明の知性
- マインド・チェンジ―脳と心のトレーニング・ブツク
- ライフ・チェンジ

## 編集物
- ブレイン・マインド・ブレティン　"Brain/Mind Bulletin"

| スタブアイコン | サブスタブ | この項目は、まだ閲覧者の調べものの参照としては役立たない、文人（小説家・詩人・歌人・俳人・作詞家・作家・放送作家・随筆家（コラムニスト）・文芸評論家）に関連した書きかけの項目です。この項目を加筆・訂正などしてくださる協力者を求めています（P:文学/PJ:作家）。 |